# Gran Premio Montelupo 1968
Il Gran Premio Montelupo 1968, quarta edizione della corsa, si svolse il 23 luglio 1968 su un percorso di 182 km. La vittoria fu appannaggio dell'italiano Ugo Colombo, che completò il percorso in 5h28'00", precedendo i connazionali Alfio Poli e Mario Di Toro.
Sul traguardo di Montelupo Fiorentino 24 ciclisti portarono a termine la competizione. 

## Ordine d'arrivo (Top 10)
| Pos. | Corridore           | Squadra        | Tempo    |
| ---- | ------------------- | -------------- | -------- |
| 1    | Ugo Colombo         | Filotex        | 5h28'00" |
| 2    | Alfio Poli          | Filotex        | a 42"    |
| 3    | Mario Di Toro       | Kelvinator     | s.t.     |
| 4    | Ole Ritter          | Germanvox-Wega | a 1'35"  |
| 5    | Claudio Michelotto  | Max Meyer      | s.t.     |
| 6    | Roberto Ballini     | Max Meyer      | s.t.     |
| 7    | Aldo Moser          | Pepsi Cola     | s.t.     |
| 8    | Giuseppe Grassi     | Filotex        | a 3'12"  |
| 9    | Bruno Mealli        | Faema          | s.t.     |
| 10   | Alberto Della Torre | Filotex        | s.t.     |